# Ha Ji-won
Ha Ji-won (tiếng Hàn: 하지원), tên thật là Jeon Hae-rim (tiếng Hàn: 전해림, sinh ngày 28 tháng 6 năm 1978), là một nữ diễn viên  người Hàn Quốc. Cô được nhiều khán giả biết đến nhiều nhất trong phim cổ trang Hwang Jini, Hoàng hậu Ki hay phim hài lãng mạn Khu vườn bí mật. Cô đóng vai chính cho nhiều bộ phim và nhận vô số giải thưởng trên con đường hoạt động. Ha Ji-won là một trong những diễn viên nổi tiếng của Hàn Quốc khi có thể tham gia vào nhiều thể loại (như phim võ thuật, phim hài, phim truyền hình và phim thể thao).

## Khởi đầu sự nghiệp
Ha Ji-won được tìm thấy bởi một công ty giải trí khi cô đang là một học sinh trung học. Nữ diễn viên từng nói:  "Từ khi còn là một đứa trẻ, tôi đã mơ ước được trở thành một diễn viên. Khi tôi đang học trung học, một công ty giải trí đã liên lạc với tôi khi thấy ảnh của tôi tại một studio."  Cô sau đó tốt nghiệp với tấm bằng Cử nhân ngành Phim ảnh và Truyền hình (BFTV) của đại học Dankook. Năm 2012, nữ diễn viên tiết lộ rằng cô đã thất bại hơn 100 lần trước khi ra mắt:  "Tôi đã vượt qua kỳ thi đại học và đỗ vào khoa Phim ảnh và Truyền hình. Trước khi ra mắt, tôi đã đi thử vai khoảng 100 lần, nhưng đều không được nhận vai diễn."
Nữ diễn viên chia sẻ rằng nghệ danh "Ha Ji-won" của cô là do người quản lý cũ đặt cho. "Đó là tên mối tình đầu của anh ấy. Tôi nghĩ anh ấy rất trân trọng mối tình này dù nó kết thúc trong dang dở. Lần đầu tiên nghe cái tên Ha Ji-won, tôi đã nghĩ rằng đó thật sự là một cái tên đẹp."

## Sự nghiệp diễn xuất

### 1996-2002
Ha Ji-won ra mắt lần đầu trong bộ phim truyền hình tuổi teen năm 1996, New Generation Report: Adults Don't Understand Us. Cô tiếp tục đóng vai phụ trong các bộ phim truyền hình Dragon Tears và Dangerous Lullaby lần lượt trong năm 1998 và 1999. Nhưng phải đến khi góp mặt trong bộ phim truyền hình nổi tiếng School 2 với vai diễn cô học sinh ngỗ ngược Jang Se-jin, cô mới bắt đầu được nhiều người chú ý đến.
Năm 2000, Ha Ji-won đã xuất sắc vượt qua 1,500 thí sinh và giành lấy vai diễn trong bộ phim hình sự Truth Game đóng cùng Ahn Sung-ki. Vai diễn đã đem lại cho cô giải thưởng Nữ diễn viên mới xuất sắc nhất tại Grand Bell Awards lần thứ 37 và Busan Film Critics Awards lần thứ 1. Trong cùng năm đó, cô tham gia vào bộ phim kinh dị Nightmare của đạo diễn Ahn Byeong-ki và bộ phim tình cảm khoa học viễn tưởng Ditto. Ditto đem lại cho Ha Ji-won giải thưởng Nữ diễn viên phụ xuất sắc nhất tại Blue Dragon Film Awards lần thứ 21. Sau đó, cô tái hợp với Kim Ha-neul trong phim truyền hình Secret. Bộ phim giúp cô giành được giải thưởng Tân binh xuất sắc nhất tại MBC Drama Awards và Baeksang Arts Awards lần thứ 37.
Năm 2001, Ha Ji-won lần đầu tiên đóng vai chính trong bộ phim Beautiful life với vai diễn cô con gái của một chủ khách sạn giàu có, đóng cùng Kim Rae-won. Cô tiếp tục đóng vai chính trong bộ phim Days in the sun cùng với Ji-sung.
Năm 2002, Ha Ji-won xuất hiện trong bộ phim kinh dị Phone của đạo diễn Ahn Byeong-ki. Bộ phim thảnh công vang dội ở Hàn Quốc và đem đến cho cô danh xưng "Nữ hoàng phim kinh dị của châu Á". Ra mắt cùng năm với Phone là bộ phim Sex is Zero của đạo diễn Yoon Jae-kyoon, lấy cảm hứng từ American Pie, đóng cùng Im Chang-jung. Phim xếp thứ 3 trong số những bộ phim Hàn Quốc nổi tiếng nhất năm 2002, đem lại cho nữ diễn viên giải Nữ diễn viên được yêu thích nhất tại Baeksang Arts Awards lần thứ 39.

### 2003-2005
Năm 2003, Ji-won tiến hành bộ phim tiếp theo của mình Reversal of Fortune cùng với Kim Seung-woo. Sau đó, nữ diễn viên phổ biến tăng vọt qua 14 tập của bộ phim dài tập Damo, đạo diễn là Lee Jae-kyoo. Trong vai chính đầu tiên của cô trong một bộ phim như Jang Chae-ok, cùng với Lee Seo-jin và Kim Min-joon, Ji-won đã đánh giá cao những nỗ lực của mình và đã được trao giải thưởng Top Excellence Award trong một phim ngắn tập 2003 ở MBC Drama Awards cũng như các giải thưởng Popularity Netizen Award và giải thưởng Best Couple Award với Lee Seo-jin. Damo rất phổ biến và điều này có thể được chứng thực bởi sự cống hiến to lớn, nó được rất nhiều người trực tuyến thích, MBC là nơi để kiếm được khoảng 10₩ triệu mỗi ngày thông qua Internet.
Ji-won tiếp tục đóng vai trò chính trong bộ phim truyền hình và đã giành được giải thưởng cho mỗi nỗ lực. Năm 2004, cô đóng vai chính trong melodrama, What Happened in Bali, cô đóng vai Lee Soo-jung, người đã bị mắc kẹt trong một tình yêu vuông phức tạp với Jo In-sung, So Ji-sub và Park Ye-jin. Sau đó, cô đã giành được giải thưởng truyền hình Nữ diễn viên xuất sắc nhất lần thứ 40 tại Baeksang Arts Awards, Top Ten Stars Award và giải thưởng Top Excellence trong Drama Special năm 2004 tại SBS Drama Awards. What Happened in Bali là một thành công rất lớn, với tập cuối cùng đạt đến một đỉnh cao của giá 39,7% và vẫn là bộ phim truyền hình của Ji-won với giá cao nhất được cập nhật. Nữ diễn viên này cũng đã tự mình tới những màn hình lớn với hai bộ phim 100 Days with Mr. Arrogant và Love, So Divine. Ji-won đóng cặp với Kim Jae-won trong internet fiction theo chủ đề phim 100 Days with Mr. Arrogant, trong khi ngược lại Kwon Sang-woo trong Love, So Divine. Tuy nhiên cả hai đã không thành công với khán giả.
Sau đó vào năm 2005, Ji-won đã nghỉ từ bộ phim truyền hình và trở lại với hai bộ phim. Cô đóng vai nhân vật nữ chính trong Daddy-Long-Legs được lấy cảm hứng từ cuốn tiểu thuyết cùng tên được viết bởi Jean Webster, cùng với Yeon Jung-hoon. Sau đó, cô đóng vai chính với Lee Myung-se ở phim võ thuật Duelist, nơi cô đóng vai nhân vật của một thám tử tên là Namsoon, đối diện Kang Dong-won. Bộ phim cũng đã đoàn tụ với cô và Ahn Sung-ki, người mà trước đây cô đã từng làm việc với trong Truth Game. Nữ diễn viên này cũng đã giành được giải thưởng Popularity Award lần thứ 26 tại Blue Dragon Film Awards. Cô sau đó trích dẫn dòng đốc Lee: "Một diễn viên không bao giờ ngừng học hỏi", trong đó cô nói cô đã luôn luôn được áp dụng trong cuộc sống của cô như một nữ diễn viên. Cũng trong năm đó, Ji-won đã xuất hiện với vai trò khách mời trong bộ phim Tất cả cho tình yêu.

### 2006-2009
Năm 2006, Ji-won đóng vai chính trong các giải thưởng của phim Hwang Jin Yi. Cô đóng vai nhân vật danh nghĩa Hwang Jin Yi, người đã sống trong thế kỷ 16 và được coi là nổi tiếng nhất trong lịch sử Hàn Quốc. Jang Geun Suk và Kim Jae-won là hai nhân vật tranh giành trái tim của Hwang Jin Yi. Bộ phim được giới phê bình đánh giá cao và nữ diễn viên chính Ha Ji-won đã thu tổng cộng 5 giải thưởng cho vai diễn của cô bao gồm các Popularity Award Netizen, Best Couple Award với Jang Keun-suk và Daesang (Grand Prize) năm 2006 tại KBS Drama Awards cũng như giải thưởng Nữ diễn viên xuất sắc nhất lần thứ 34 tại Korean Broadcasting Awards và BNT lần thứ 32, Giải Vàng Liên hoan truyền hình quốc tế vào năm 2007.
Năm 2007, Ji-won tái hợp với Giám đốc Yoon Je-kyoon và Im Chang-jung, người mà cô đã làm việc với trong Sex Is Zero trong bộ phim Miracle on 1st Street và thử thách chính mình khi cô đóng vai một nữ võ sĩ. Cuối năm đó, Ji-won đã xuất hiện với vai trò khách mời trong Sex Is Zero 2, phần tiếp theo của Sex Is Zero.
Ji-won tiếp tục tham gia vai chính trong rất nhiều bộ phim vào năm 2008. Cô đóng vai một nghệ sĩ dương cầm trong phim Babo bên cạnh Cha Tae-hyun và đã giành được giải thưởng Popularity Award lần thứ 44 tại Baeksang Arts Awards. Cô cũng đã có một vai diễn khách mời cùng Shin Hyun-joon của phim His Last Gift.
Trong năm 2009, Ji-won đã làm việc với Giám đốc Yoon Je-kyoon cho lần thứ ba thông qua các bộ phim bom tấn thảm họa Haeundae với danh sách diễn viên Sol Kyung-gu, Park Joong-hoon, và Uhm Jung-hwa. Các bộ phim được tài trợ bởi CJ Entertainment với một ngân sách ước tính khoảng 10-15 triệu USD, lớn nhất cho một sản xuất Hàn Quốc. Haeundae vừa được đánh giá cao và là một thành công thương mại. Nó nhận được tổng cộng 11.301.649 tại các rạp Hàn Quốc, làm cho Ha Ji-won mang lại vinh quang của hơn 10 triệu khán giả, cũng gây ra những bộ phim có 4 doanh thu cao nhất phim ở Hàn Quốc thời điểm đó nhưng sau này được tốt hơn qua các phim The Thieves, Masquerade, Miracle in Cell No. 7, The Admiral: Currents Roaring và Ode to My Father. Thêm vào đó, quyền phân phối cho bộ phim đã được bán cho 15 quốc gia. Ha Ji-won đã giành giải thưởng HOT Movie Star Award năm 2009 tại Mnet 20's Choice Awards, giải Nữ diễn viên xuất sắc nhất lần thứ 5 tại Liên hoan phim Đại học Hàn Quốc và Popularity Award của Blue Dragon Film Awards cho vai diễn của cô trong bộ phim bom tấn. Hơn nữa, cũng trong năm 2009, nữ diễn viên đóng vai chính cùng Park Jin-pyo cho phim Closer to Heaven. Hiệu suất chân thành của cô giành được giải thưởng Nữ diễn viên xuất sắc nhất của mình tại Blue Dragon Film Awards trong năm 2009 và giải thưởng Nữ diễn viên phim xuất sắc nhất lần thứ 46 ở Baeksang Arts Awards trong năm 2010, chính thức đưa nàng như một nữ diễn viên phim A-list.

### 2010-2013
Sau khi nghỉ ngơi 4 năm từ bộ phim truyền hình, Ha Ji-won đã thực hiện một sự trở lại rất thành công qua phim lãng mạn, phim hài, phim điện ảnh, phim hành động, phim truyền hình và Secret Garden cùng Hyun Bin. Cô đóng vai trò của một diễn viên đóng thế người phụ nữ Gil Ra-im, người kỳ diệu chuyển cơ quan giàu có CEO Hyun Bin của nhân vật. Chứng tỏ là một thành công lớn, nó đã được báo cáo rằng Secret Garden đã được bán ra nước ngoài trước khi công chiếu tại Hàn Quốc. Bộ phim truyền hình có giá cao và Ji-won đã nhận được các giải thưởng sau để được công nhận: Giải thưởng Cặp đôi đẹp nhất với Hyun Bin, Top Ten Stars Award, Popularity Netizen Award và Top Excellence Award trong Drama Special tại năm 2010 tại SBS Drama Awards và giải Nữ diễn viên xuất sắc nhất 2011 tại Grimae Awards.
Một lần nữa, Ji-won đã làm việc với Giám đốc Yoon Je-kyoon và Ahn Sung-ki qua phim khoa học viễn tưởng]], phim hành động, phim 3D  Sector 7  cùng với Oh Ji-ho. Mặc dù các dự án tỷ won 14 đã có một thất vọng 2,2 triệu trong tuyển sinh ở Hàn Quốc, nó thu hút được hơn 20 triệu nhân dân tệ tại Trung Quốc chỉ sau một tuần, đánh bại kỷ lục trước đó được thiết lập bởi  200 Pounds Beauty  với 16 triệu nhân dân tệ và  The Host  ở mức 14 triệu nhân dân tệ. Nữ diễn viên sau đó tiết lộ rằng cô đã được điều trị tâm thần sau khi quay phim  Sector 7 , cô chia sẻ: "Sau khi quay phim Sector 7, tôi đã nhận được sự giúp đỡ về tâm thần. Tôi không thể thoát khỏi nhân vật của tôi. Trong bộ phim Sector bảy con quái vật chết và tất cả những người tôi yêu chết và tôi là người duy nhất sống sót và đối với một số lý do tôi không thể thoát khỏi nỗi đau của nhân vật đó trong một thời gian. Sau khi kết thúc Sector 7, tôi cần phải đi ở cho các đọc kịch bản cho Secret Garden, nhưng tôi không thể thoát khỏi nhân vật của mình vào Sector 7 vì vậy toàn bộ đọc kịch bản là một hỗn độn. Tôi biết tôi không thể làm điều đó một mình vì vậy tôi đã tìm ra trợ giúp chuyên nghiệp".

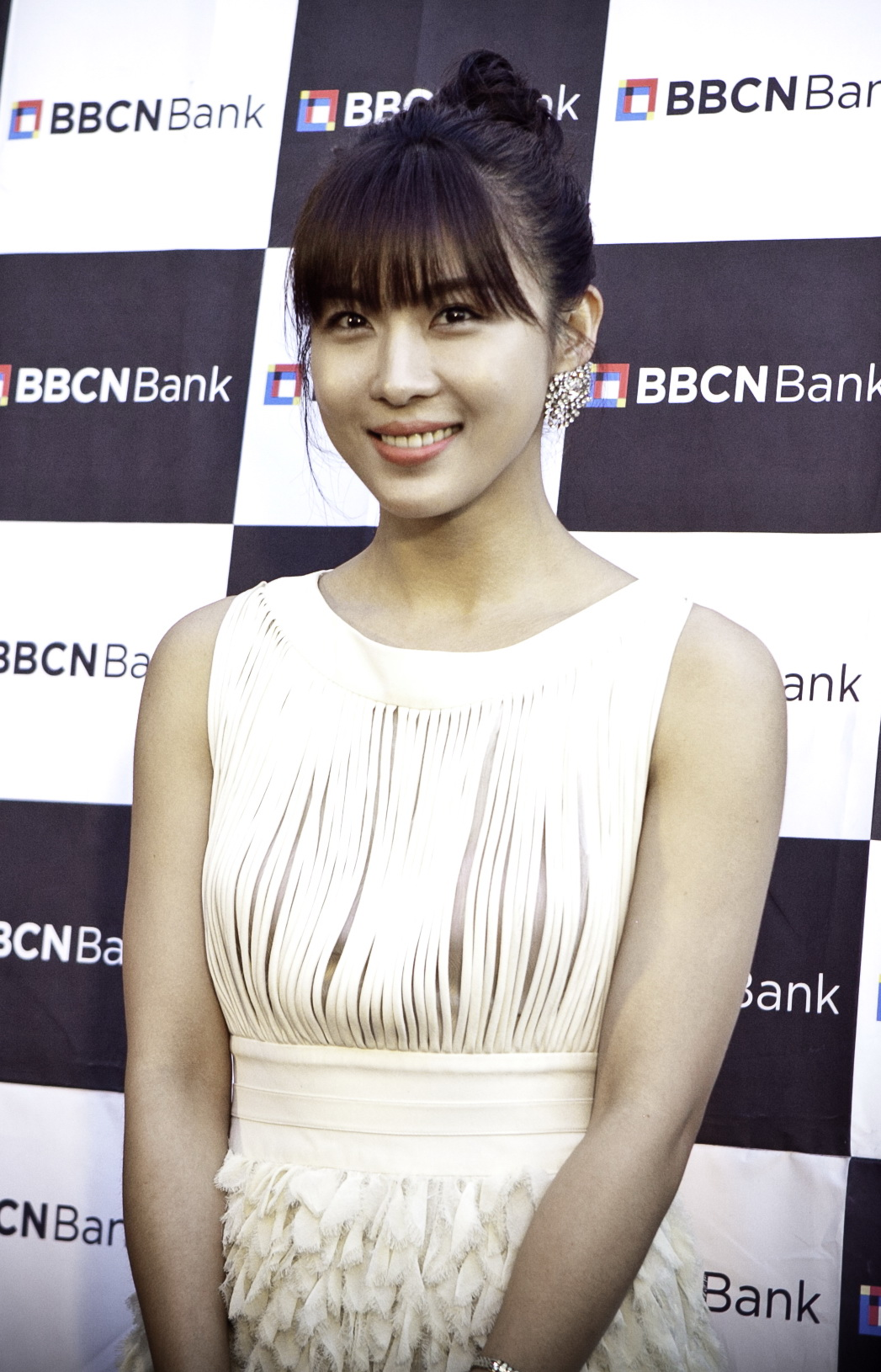
Ha Ji-won vào năm 2012

Trong năm 2012, Ha Ji-won gây ngạc nhiên khi đóng vai một Lực lượng Đặc Nhiệm Triều Tiên, cán bộ tên là Kim Hang-ah trong  The King 2 Hearts , một phim truyền hình. Trong đó Hàn Quốc là một nước quân chủ lập hiến và Lee Seung-gi của Hàn Quốc là Quốc vương; và nhân vật của Ha Ji-won là một cán bộ đặc nhiệm của Cộng hòa Dân chủ Nhân dân Triều Tiên. Hai người được đính hôn với nhau như một chiến lược chính trị giữa 2 quốc gia. Bộ phim cũng đoàn tụ các nữ diễn viên với Giám đốc Lee Jae-kyoo, người đã đạo diễn  Damo  trước đây. Mặc dù giá giảm của bộ phim, Ji-won và Lee đã được cả hai ca ngợi cho hiệu suất của họ. Nó cũng đã được tiết lộ rằng Ji-won đã từng nghiên cứu các phương ngữ miền Bắc Triều Tiên để thực hiện vai diễn thực tế hơn. Nữ diễn viên này cũng được đề cử tại Best Actress Quốc tế năm 2012 ở Seoul International Drama Awards cho vai diễn của cô và là nữ diễn viên Hàn Quốc duy nhất đã làm như vậy trong năm đó. Bộ phim tiếp theo của cô là  As One , một câu chuyện kể lại điện ảnh của từng hậu chiến Unified đội thể thao Hàn Quốc đầu tiên giành được giải vàng tại 1991 Bóng bàn Thế giới vô địch ở Chiba, Nhật Bản. Cô đóng vai trò là tay quần vợt Hàn Quốc chơi Hyun Jung-hwa, bên cạnh nữ diễn viên Bae Doona, người đã đóng vai trò của bóng bàn Triều Tiên chơi Lee Bun Hui. Hyun Jung-hwa nói rằng Ha Ji-win là sự lựa chọn đầu tiên của cô với vai trò của mình. "Tôi yêu cầu mà Ha Ji-won đóng vai trò của tôi. Đó là khó khăn để làm cho những nữ diễn viên thành cầu thủ bóng bàn trong vòng 3 tháng. Các nữ diễn viên đã rất đam mê và nhặt bóng bàn rất nhanh chóng". Cô giữ lên với đào tạo rất chuyên sâu như cô rất thích những thách thức vật lý của việc học môn thể thao này với một mục tiêu để kể lại một câu chuyện có thật. Cô cũng quan sát thấy lời nói và ngôn ngữ cơ thể Hyun Jung-hwa một cách cẩn thận trong quá trình đào tạo, phấn đấu để thể hiện tất cả những thói quen chơi và kỹ thuật của Hyun. Nữ diễn viên được cho là vượt qua ranh giới bằng cách xuất hiện như một người Hàn Quốc gốc Bắc trên màn ảnh nhỏ và một người gốc Nam trên màn hình lớn. Khi được hỏi làm thế nào cô cảm thấy được mệnh danh là "Hoa của thống nhất đất nước", Ji-won cho biết: "Trước khi bộ phim truyền hình, tôi đã hoàn thành bộ phim As One và sau đó tôi cảm thấy một cái gì đó sâu trong trái tim tôi. Tôi nghĩ đó là lý do tại sao tôi đã chọn để xuất hiện trong The King 2 Hearts. Tôi không chọn các bộ phim truyền hình bởi vì tôi đã suy nghĩ về đất nước thống nhất giữa Bắc và Nam Triều Tiên. Tôi không cố tình làm thế nhưng mọi người đã cho tôi biệt danh Hoa Thống Nhất. Bởi vì tôi vẫn tiếp tục qua lại giữa miền Bắc và miền Nam (về diễn xuất), tôi cảm thấy rất nhiều điều tôi chưa từng cảm thấy trước". Ngoài ra, khi quảng bá cho bộ phim As One, ở Los Angeles, cô bày tỏ: "Cuối cùng, ngay cả với Bắc và Nam Triều Tiên đang được rất khác nhau, chúng tôi thực sự cùng một số người chỉ trong những hoàn cảnh rất khác nhau".
Vào năm 2013, Ha Ji-won đã được trao giải Daesang thứ hai cho vai diễn của cô với tư cách là nhân vật chính trong bộ phim cổ trang đình đám Empress Ki. Bộ phim đã đạt được tỷ suất người xem cao trong suốt thời gian phát sóng trên MBC, và cũng được đón nhận ở nước ngoài; đặc biệt ở Đài Loan.

### Haewadal Entertainment và United Talent Agency (Hollywood)
Một năm sau, vào năm 2013, Ha Ji-won đã được báo là để lại công ty Wellmade StarM cơ quan vẫn cho 10 năm. Cô từ chối tất cả các cuộc gọi do các cơ quan khác với hợp đồng khổng lồ và quyết định thành lập cơ quan Haewadal Entertainment (Sun and Moon Entertainment), Ha Ji-won đã đưa ra tên cho các cơ quan mình. Cô cho biết đã bày tỏ mong muốn của mình để trở thành một nữ diễn viên tỏa sáng rực rỡ như mặt trời và mặt trăng. Cũng trong năm đó, Ji-won đã ký với United Talent Agency, một trong những cơ quan tài năng trên thế giới (Hollywood). Haewadal Entertainment đã phát hành một tuyên bố nói rằng: "Ha Ji-won trở thành ngôi sao nữ đầu tiên đã ký kết với một trong những cơ quan lớn nhất của Hollywood UTA và lập kế hoạch để tung ra các kế hạch của mình ở nước ngoài".

### 2014-nay
Vào năm 2014, Ha Ji-won cùng với Kang Ye-won và Son Ga-in của Brown Eyed Girls,  đóng vai chính trong saeguk hành động lấy cảm hứng từ "Charlie's Angels", The Huntresses.
Năm 2015, Ha Ji-won được Ha Jung-woo chọn đóng vai vợ của nhân vật anh thủ vai cho bộ phim tự đạo diễn của mình, Chronicle of a Blood Merchant, bộ phim dựa trên tiểu thuyết Trung Quốc bán chạy nhất năm 1995 cùng tên của Yu Hua. Tiếp theo đó, Ha Ji-won cùng với nam diễn viên Lee Jin-wook đóng vai chính trong phiên bản làm lại của Hàn Quốc trong bộ phim truyền hình nổi tiếng Đài Loan năm 2011, có tựa đề The Time We Were Not in Love.
Năm 2016, Ha Ji-won đóng vai chính trong bộ phim hợp tác Hàn-Trung, Life Risking Romance, cùng với nam diễn viên Đài Loan Trần Bách Lâm.
Năm 2017, Ha Ji-won đóng vai chính trong Manhunt, phim được hợp tác quốc tế bởi đạo diễn Hồng Kông John Woo. Cô đóng vai một nữ sát thủ trong phim. Ha Ji-won trở lại màn ảnh nhỏ với bộ phim về đề tài y học "Con tàu y đức" của MBC, bắt đầu phát sóng vào tháng 8 năm 2017. Cô đóng vai một bác sĩ phẫu thuật đầy tham vọng, cô tìm lại chính mình trên con tàu đó. Cô đã giành giải thưởng xuất sắc hàng đầu tại MBC Drama Awards cho vai diễn của mình.
Năm 2018, Ha Ji-won tham gia chương trình tạp kỹ theo chủ đề không gian của tvN, Galileo: Awakened Universe, chương trình tạp kỹ đầu tiên của cô kể từ khi ra mắt.
Năm 2019, Ha Ji-won trở lại màn ảnh với vai chính trong bộ phim tình cảm, lãng mạn "Chocolate".
Năm 2020, Ha Ji-won tái ngộ khán giả tại rạp với tác phẩm "Dambo". "Dambo" đạt 1 triệu lượt xem sau 7 ngày ra mắt.

## Phim tham gia

### Phim
| Năm  | Tiêu đề                       | Vai trò               |
| ---- | ----------------------------- | --------------------- |
| 2000 | Truth Game                    | Han Da-hye            |
| 2000 | Nightmare                     | Eun-joo / Kyung-ah    |
| 2000 | Ditto                         | Seo Hyun-ji           |
| 2002 | Phone                         | Seo Ji-won            |
| 2002 | Sex Is Zero                   | Eun-hyo               |
| 2003 | Reversal of Fortune           | Han Ji-young          |
| 2004 | 100 Days with Mr. Arrogant    | Kang Ha-young         |
| 2004 | Love, So Divine               | Yang Bong-hie         |
| 2005 | All for Love                  | Khách mời             |
| 2005 | Daddy-Long-Legs               | Cha Young-mi          |
| 2005 | Duelist                       | Detective Namsoon     |
| 2007 | Miracle on 1st Street         | Myung-ran             |
| 2007 | Sex Is Zero 2                 | Eun-hyo (Khách mời)   |
| 2008 | BA:BO                         | Ji-ho                 |
| 2008 | His Last Gift                 | Hye-young (Khách mời) |
| 2009 | Tidal Wave                    | Kang Yeon-hee         |
| 2009 | Closer to Heaven              | Lee Ji-soo            |
| 2011 | Sector 7                      | Cha Hae-joon          |
| 2012 | As One                        | Hyun Jung-hwa         |
| 2014 | The Huntresses                | Jin-ok                |
| 2015 | Chronicle of a Blood Merchant | Heo Ok-ran            |
| 2016 | Life Risking Romance          | Han Jae-in            |
| 2018 | Manhunt                       | Rain                  |
| 2020 | Pawn                          | Seung-yi              |

### Phim truyền hình
| Năm         | Tiêu đề                                           | Vai trò                     | Kênh chiếu |
| ----------- | ------------------------------------------------- | --------------------------- | ---------- |
| 1996        | New Generation Report: Adults Don't Understand Us | a student                   | KBS2       |
| 1998        | Dragon's Tears                                    | Na-in                       | KBS2       |
| 1999        | Dangerous Lullaby                                 | Young-eun                   | KBS2       |
| 1999        | School 2                                          | Jang Se-jin                 | KBS2       |
| 2000        | Secret                                            | Lee Ji-eun                  | MBC        |
| 2001        | Life is Beautiful                                 | Yoo Hee-jung                | KBS2       |
| 2002        | Sunshine Hunting                                  | Park Tae-kyong              | KBS2       |
| 2003        | Damo                                              | Jang Chae-ok (Jang Jae-hee) | MBC        |
| 2004        | What Happened in Bali                             | Lee Soo-jung                | SBS        |
| 2005        | Fashion 70's                                      | Khách mời                   | SBS        |
| 2006        | Hwang Jini                                        | Hwang Jin-yi                | KBS2       |
| 2010        | Secret Garden                                     | Gil Ra-im                   | SBS        |
| 2012        | The King 2 Hearts                                 | Kim Hang-ah                 | MBC        |
| 2013 - 2014 | Empress Ki                                        | Empress Ki / Ki Seung Nyang | MBC        |
| 2015        | The Time We Were Not in Love                      | Oh Ha-na                    | SBS        |
| 2017        | Hospital Ships Con tàu y đức                      | Song Eun Jae                | MBC        |
| 2019 - 2020 | Chocolate                                         | Moon Cha Young              | JTBC       |
| 2022        | Hạ Màn                                            | Park Se-Yeon                | KBS2       |

### Videos âm nhạc
| Năm  | Bài hát                   | Ca sĩ         |
| ---- | ------------------------- | ------------- |
| 2000 | Mother's Diary            | Wax           |
| 2000 | Fast Mover                |               |
| 2001 | Tears                     | Luey          |
| 2003 | Oppa                      | Wax           |
| 2004 | A Black and White Picture | KCM           |
| 2005 | Flower                    | Lee Soo-young |
| 2008 | Love Story                | Rain          |
| 2015 | Daddy (Khách mời)         | PSY           |

### Đĩa đơn
| Năm  | Bài hát                                    |
| ---- | ------------------------------------------ |
| 2014 | Now In This Place                          |
| 2015 | You Are Zoe (hợp tác với Heechul của ZE:A) |

### Phim lịch sử
| Năm         | Tiêu đề                  | Kênh chiếu | Ref.  |
| ----------- | ------------------------ | ---------- | ----- |
| 2002 - 2003 | TV Entertainment Tonight | SBS        | [ 7 ] |

### Shows tham gia
| Năm  | Tiêu đề                           | Vai trò                               | Kênh chiếu |
| ---- | --------------------------------- | ------------------------------------- | ---------- |
| 2002 | Happy Together                    | Guest, Episode 16                     | KBS2       |
| 2004 | Yashimmanman                      | Guest (với Kwon Sang-woo), Episode 71 | SBS        |
| 2004 | Real Romance Love Letter Season 1 | Guest, Episode 7                      | SBS        |
| 2009 | Golden Fishery – Knee Drop Guru   | Guest                                 | MBC        |
| 2009 | Family Outing                     | Guest, Episodes 68-69                 | SBS        |
| 2012 | Running Man                       | Guest, Episode 86                     | SBS        |
| 2012 | Guerilla Date                     | Guest                                 | KBS2       |
| 2012 | Happy Together                    | Guest, Episode 245                    | KBS2       |
| 2012 | Win Win                           | Guest, Episode 108                    | KBS2       |
| 2013 | Thank You                         | Guest, Episodes 9-10                  | SBS        |
| 2015 | Invisible Man                     | First Guest, Episode 1                | KBS2       |
| 2015 | Guerilla Date                     | Guest                                 | KBS2       |
| 2015 | Go Go with Sister                 | Host                                  | OnStyle    |
| 2015 | Stargram                          | First Guest, Episode 1                | SBS        |
| 2018 | Galileo: Awakened Universe        | Thành viên cố định                    | tVN        |

|2020
|House on Wheels Season 1
|Khách mời tập 11-12
|tVN
|}

## Giải thưởng và đề cử
| Năm  | Giải thưởng                                        | Mục đề cử                                                           | Đề cử cho                    | Kết quả   |  |
| ---- | -------------------------------------------------- | ------------------------------------------------------------------- | ---------------------------- | --------- |  |
| 2000 | 37th Grand Bell Awards                             | Best New Actress                                                    | Truth Game                   | Đoạt giải |  |
| 2000 | 1st Busan Film Critics Awards                      | Best New Actress                                                    | Truth Game                   | Đoạt giải |  |
| 2000 | 21st Blue Dragon Film Awards                       | Best Supporting Actress                                             | Ditto                        | Đoạt giải |  |
| 2000 | 2000 MBC Drama Awards                              | Best New Actress                                                    | Secret                       | Đoạt giải |  |
| 2001 | 24th Golden Cinematography Awards                  | Popularity Award                                                    | Truth Game                   | Đoạt giải |  |
| 2001 | 37th Baeksang Arts Awards                          | Best New Actress (TV)                                               | Secret                       | Đoạt giải |  |
| 2002 | 3rd Korea Visual Arts Festival                     | Photogenic Award                                                    | Sex is Zero                  | Đoạt giải |  |
| 2003 | 39th Baeksang Arts Awards                          | Most Popular Actress (phim)                                         | Sex is Zero                  | Đoạt giải |  |
| 2003 | 2003 MBC Drama Awards                              | Popularity Award                                                    | Damo                         | Đoạt giải |  |
| 2003 | 2003 MBC Drama Awards                              | Best Couple Award (với Lee Seo-jin)                                 | Damo                         | Đoạt giải |  |
| 2003 | 2003 MBC Drama Awards                              | Top Excellence Award, Actress                                       | Damo                         | Đoạt giải |  |
| 2004 | 40th Baeksang Arts Awards                          | Best Actress (TV)                                                   | What Happened in Bali        | Đoạt giải |  |
| 2004 | 2004 SBS Drama Awards                              | Top 10 Stars                                                        | What Happened in Bali        | Đoạt giải |  |
| 2004 | 2004 SBS Drama Awards                              | Top Excellence Award, Actress                                       | What Happened in Bali        | Đoạt giải |  |
| 2005 | 26th Blue Dragon Film Awards                       | Popularity Award                                                    | Duelist                      | Đoạt giải |  |
| 2006 | 2006 KBS Drama Awards                              | Netizen Popularity Award                                            | Hwang Jin Yi                 | Đoạt giải |  |
| 2006 | 2006 KBS Drama Awards                              | Best Couple Award (với Jang Keun-suk)                               | Hwang Jin Yi                 | Đoạt giải |  |
| 2006 | 2006 KBS Drama Awards                              | Top Excellence Award, Actress                                       | Hwang Jin Yi                 | Đề cử     |  |
| 2006 | 2006 KBS Drama Awards                              | Grand Prize (Daesang)                                               | Hwang Jin Yi                 | Đoạt giải |  |
| 2007 | 34th Korean Broadcasting Awards                    | Best Actress                                                        | Hwang Jin Yi                 | Đoạt giải |  |
| 2007 | BNT 32nd Golden Chest International TV Festival    | Best Actress                                                        | Hwang Jin Yi                 | Đoạt giải |  |
| 2007 | 43rd Baeksang Arts Awards                          | Most Popular Actress (TV)                                           | Hwang Jin Yi                 | Đề cử     |  |
| 2007 | 43rd Baeksang Arts Awards                          | Best Actress (TV)                                                   | Hwang Jin Yi                 | Đề cử     |  |
| 2007 | 43rd Baeksang Arts Awards                          | Most Popular Actress (phim)                                         | Miracle on 1st Street        | Đề cử     |  |
| 2008 | 44th Baeksang Arts Awards                          | Most Popular Actress (phim)                                         | BA:BO                        | Đoạt giải |  |
| 2008 | 3rd Asia Model Festival Awards                     | Popular Star Award                                                  | —                            | Đoạt giải |  |
| 2009 | 3rd Mnet 20's Choice Awards                        | HOT Movie Star                                                      | Haeundae                     | Đoạt giải |  |
| 2009 | 5th Korean University Films Festival               | Best Actress                                                        | Haeundae                     | Đoạt giải |  |
| 2009 | 30th Blue Dragon Film Awards                       | Popularity Award                                                    | Haeundae                     | Đoạt giải |  |
| 2009 | 30th Blue Dragon Film Awards                       | Best Actress                                                        | Closer to Heaven             | Đoạt giải |  |
| 2009 | 2nd Style Icon Asia                                | Actress of the Year                                                 | —                            | Đoạt giải |  |
| 2009 | 2nd Style Icon Asia                                | Fun Fearless Female                                                 | —                            | Đoạt giải |  |
| 2010 | 46th Baeksang Arts Awards                          | Best Actress (phim)                                                 | Closer to Heaven             | Đoạt giải |  |
| 2010 | 2010 SBS Drama Awards                              | Best Couple Award (với Hyun Bin)                                    | Secret Garden                | Đoạt giải |  |
| 2010 | 2010 SBS Drama Awards                              | Top 10 Stars                                                        | Secret Garden                | Đoạt giải |  |
| 2010 | 2010 SBS Drama Awards                              | Netizen Popularity Award                                            | Secret Garden                | Đoạt giải |  |
| 2010 | 2010 SBS Drama Awards                              | Top Excellence Award, Actress in a Drama Special                    | Secret Garden                | Đoạt giải |  |
| 2011 | 47th Baeksang Arts Awards                          | Best Actress (TV)                                                   | Secret Garden                | Đề cử     |  |
| 2011 | 47th Baeksang Arts Awards                          | Most Popular Actress (TV)                                           | Secret Garden                | Đề cử     |  |
| 2011 | 47th Baeksang Arts Awards                          | Best Actress (TV)                                                   | Secret Garden                | Đề cử     |  |
| 2011 | 47th Baeksang Arts Awards                          | Most Popular Actress (TV)                                           | Secret Garden                | Đề cử     |  |
| 2011 | 4th Korea Drama Awards                             | Best Actress                                                        | Secret Garden                | Đề cử     |  |
| 2011 | Grimae Awards                                      | Best Actress                                                        | Secret Garden                | Đoạt giải |  |
| 2012 | 16th Bucheon International Fantastic Film Festival | Producer's Choice                                                   | —                            | Đoạt giải |  |
| 2012 | 6th Mnet 20's Choice Awards                        | 20's Drama Star                                                     | The King 2 Hearts            | Đề cử     |  |
| 2012 | 7th Seoul International Drama Awards               | Best Korean Actress                                                 | The King 2 Hearts            | Đề cử     |  |
| 2012 | 7th Seoul International Drama Awards               | Best International Actress                                          | The King 2 Hearts            | Đề cử     |  |
| 2012 | 2012 MBC Drama Awards                              | Popularity Award                                                    | The King 2 Hearts            | Đề cử     |  |
| 2012 | 2012 MBC Drama Awards                              | Best Couple Award (với Lee Seung-gi)                                | The King 2 Hearts            | Đề cử     |  |
| 2012 | 2012 MBC Drama Awards                              | Top Excellence Award, Actress in a Miniseries                       | The King 2 Hearts            | Đề cử     |  |
| 2013 | 49th Baeksang Arts Awards                          | Most Popular Actress (TV)                                           | The King 2 Hearts            | Đề cử     |  |
| 2013 | 49th Baeksang Arts Awards                          | Most Popular Actress (phim)                                         | As One                       | Đề cử     |  |
| 2013 | 2013 MBC Drama Awards                              | PD Award (Actor/Actress of the Year chosen by PDs of MBC, KBS, SBS) | Empress Ki                   | Đoạt giải |  |
| 2013 | 2013 MBC Drama Awards                              | Popularity Award                                                    | Empress Ki                   | Đoạt giải |  |
| 2013 | 2013 MBC Drama Awards                              | Best Couple Award (với Joo Jin-mo)                                  | Empress Ki                   | Đề cử     |  |
| 2013 | 2013 MBC Drama Awards                              | Best Couple Award (với Ji Chang-wook)                               | Empress Ki                   | Đề cử     |  |
| 2013 | 2013 MBC Drama Awards                              | Top Excellence Award, Actress in a Special Project Drama            | Empress Ki                   | Đề cử     |  |
| 2013 | 2013 MBC Drama Awards                              | Grand Prize (Daesang)                                               | Empress Ki                   | Đoạt giải |  |
| 2014 | 50th Baeksang Arts Awards                          | Most Popular Actress (TV)                                           | Empress Ki                   | Đề cử     |  |
| 2014 | 7th Korea Drama Awards                             | Grand Prize (Daesang)                                               | Empress Ki                   | Đề cử     |  |
| 2014 | 3rd APAN Star Awards                               | Top Excellence Award, Actress in a Serial Drama                     | Empress Ki                   | Đề cử     |  |
| 2015 | 2015 SBS Drama Awards                              | Best Couple Award (với Lee Jin-wook)                                | The Time We Were Not in Love | Đề cử     |  |
| 2015 | 2015 SBS Drama Awards                              | Sohu Video Chinese Netizens Award                                   | The Time We Were Not in Love | Đề cử     |  |
| 2015 | 2015 SBS Drama Awards                              | Top Excellence Award, Actress in a Miniseries                       | The Time We Were Not in Love | Đề cử     |  |
| 2016 | 8th Style Icon Asia                                | Style Icon                                                          | —                            | Đoạt giải |  |
| 2017 | 2017 MBC Drama Awards                              | Grand Prize (Daesang)                                               | Hospital Ship                | Đề cử     |  |
| 2017 | 2017 MBC Drama Awards                              | Top Excellence Award, Actress in a Miniseries                       | Hospital Ship                | Đoạt giải |  |
| 2017 | 2017 MBC Drama Awards                              | Popularity Award, Actress                                           | Hospital Ship                | Đề cử     |  |